# Mallakhamb
Mallakhamb (malla = homem de força, ginasta e khamb = poste) é um actividade de ginástica tradicional indiana. Consiste em executar movimentos de equilíbrio, flexibilidade e força num poste vertical de madeira com ou sem auxílio de cordas.